# Sandals Cay
Sandals Cay (tidigare kallad Kokomo Island) är en ö i Jamaica.
Sandals Cay är en del av det privatägda Sandals Royal Caribbean helpensionsanläggningar i Montego Bay, Jamaica. Sandals Cay har en nästan identisk anläggning på ön Nassau, Bahamas som kallas den Royal Bahamian. Det ursprungliga namnet på ön kom från sången "Kokomo" skriven av John Phillips, Mike Love, Terry Melcher och Scott McKenzie och utfördes av The Beach Boys. Inspirationen till låten var en pool-side-bar i Islamorada i Florida Keys.
Det är en mycket liten ö (2,5 hektar) och enligt Sandals Royal Caribbeans webbplats är de enda bekvämligheterna på ön en thairestaurant, en swimmingpool, en jacuzzi, en bar och en avskild strand. Ön är en tropisk tillflyktsort för par.